# Ulf Nilsson (Autor)

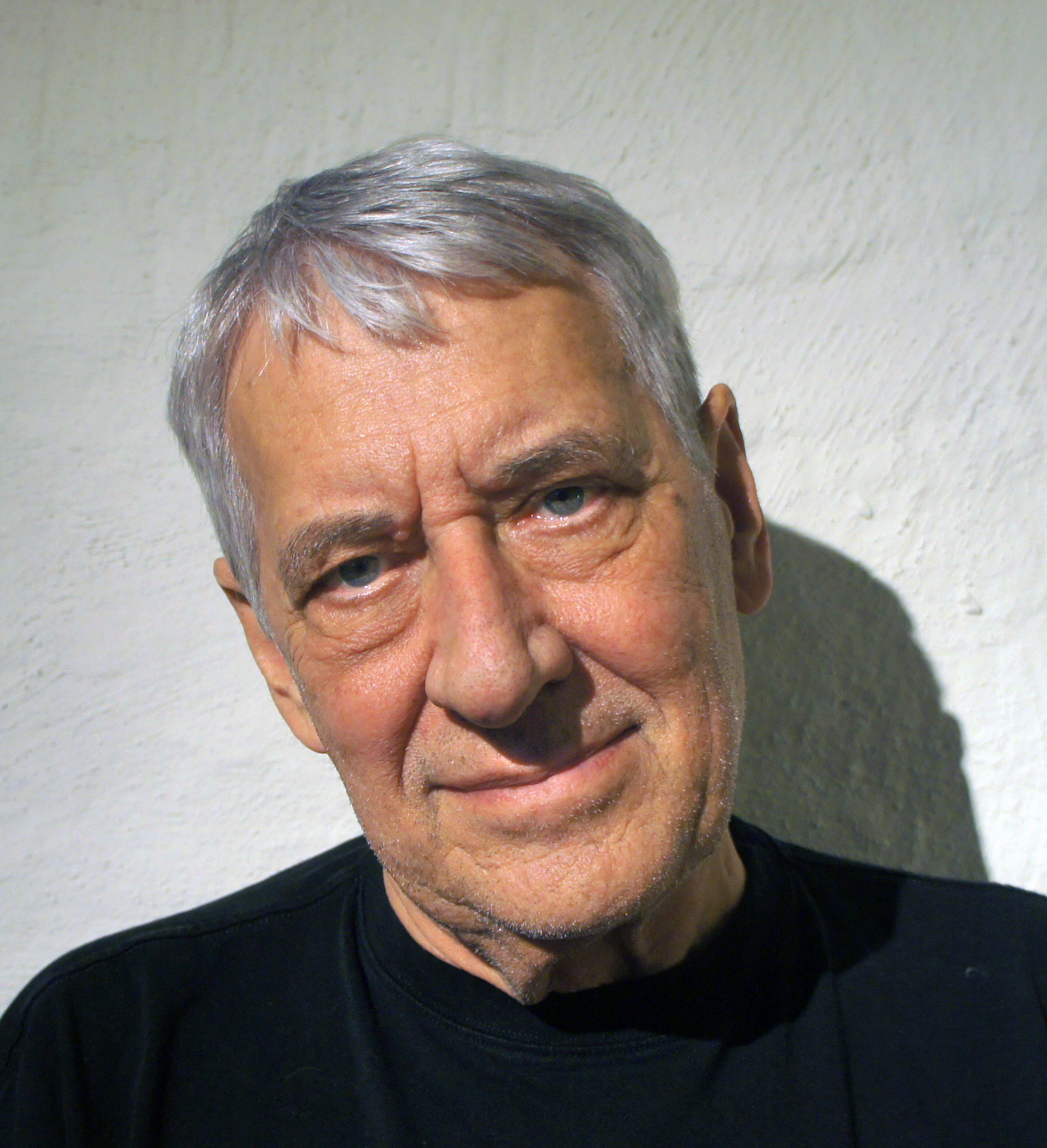
Ulf Nilsson (2016)

Ulf Nilsson (* 18. September 1948 in Helsingborg; † 22. September 2021 in Stockholm) war ein schwedischer Schriftsteller, der vor allem als Kinderbuchautor bekannt und vielfach ausgezeichnet wurde.

## Leben und Werk
Ulf Nilsson studierte Staatswissenschaften und besuchte eine Bibliothekshochschule. Er war Journalist, Bibliothekar und Dramatiker am Schwedischen Reichstheater in Ronneby.
Nilsson schrieb für Kinder und Erwachsene. Seine Themen waren Einsamkeit, Freundschaft, Demenz, Ängste und Verlust. Anthropomorphisierte heimische Tiere wie Meerschweinchen, Kröten und Mäuse erlebten in seinen Büchern eine besondere Geschichte. Ein wichtiges Thema war für ihn der Sieg des Guten über das Böse. Er beschäftigte sich auch sehr mit biblischen Geschichten.
Ab 1978 hat er mehr als 100 Bücher veröffentlicht. Seine Bücher sind in 16 Sprachen (Afrikaans, Arabisch, Bokmål, Dänisch, Deutsch, Englisch, Estnisch, Farörisch, Finnisch, Französisch, Isländisch, Italienisch, Katalanisch, Koreanisch, Litauisch, Norwegisch, Polnisch) übersetzt.
Nilsson lebte in Stockholm und in Südafrika.
Nilsson war mit der Schriftstellerin Lotta Olsson verheiratet. Er starb im September 2021 nach kurzer Krankheit im Alter von 73 Jahren in Stockholm.

## Kritiken
Als Oma seltsam wurde
- FAZ: "Nilsson ist heute selbst schon sechzig und einer der renommiertesten Kinderbuchautoren Schweden. Wer sich an seinen ebenfalls von Eva Eriksson illustrierten Band Die besten Beerdigungen der Welt erinnert, der vor zwei Jahren auf Deutsch erschien, weiß, dass der Schriftsteller heikle Themen mit größter Selbstverständlichkeit und eben sehr viel Witz zu erzählen weiß. Doch diesmal gewinnen zudem Erikssons Bilder gegenüber dem Text ein produktives Eigenleben – durch den Detailreichtum der auf den ersten Blick schlicht gehaltenen Motive."[5]

Als wir allein auf der Welt waren
- Die Zeit: "Nilsson erzählt knapp, lakonisch fast, und bleibt dabei immer im Erlebnishorizont des Jungen. Daraus entwickelt sich eine Menge Situationskomik, andererseits wird der Ernst der Lage nicht verspielt. Eva Eriksson unterstützt mit ihren Buntstiftzeichnungen beides: Sie zeichnet so traurige Bilder wie jenes vom Jungen, der in einer roten Weste in einer fast farblosen Herbstlandschaft auf den Stufen vor dem Haus sitzt. Und fröhliche, auf denen man sie Teig schlecken sieht. Mit kleinen Strichen wird die Gefühlslage der Kinder vermittelt. [...] Das schwedische Kreativpaar Nilsson und Eriksson beweist nach Die besten Beerdigungen der Welt und Als Oma seltsam wurde wieder seine Kunst in der Literatur für kleinere Kinder. Das Schwere des Kinderlebens erzählen, ohne es auf die leichte Schulter zu nehmen, das macht ihnen kaum jemand nach."[6]

Der beste Sänger der Welt
- Christine Paxmann im Eselsohr: "Ganz in der Tradition guter schwedischer Kinderversteher-Literatur wird dem eigenen Ich des Kindes unendlich viel Aufmerksamkeit gewidmet. Vielleicht kann es ein Kind oft noch gar nicht formulieren, was es zum Beispiel bei einem Auftritt vor Publikum ängstigt. Nach Ulf Nilssons Geschichte, frech und liebenswert verbuntstiftet von Eva Eriksson, könnte so manches Kind die eigenen Gefühle besser benennen. Schön auch die Schlussszenen, in denen Mutlosigkeit und Übertreibung dicht beieinander liegen. Die ganze Amplitude kindlicher Gefühlswerte in einem schmalen Buch für das kindliche Selbstvertrauen. "Kinderseelen sind verletzlich" ist das große Credo dieses erfahrenen Autors, das Ola Könnecke punktgenau ins Deutsche transponiert. Ein Buch für große und kleine Brüder und Kindergartenkinder ohne Performer-Ehrgeiz."

Die besten Beerdigungen der Welt
- Süddeutsche Zeitung: "Die Kinder üben oft das „Abschied nehmen“, sodass wie in keinem anderen Bilderbuch das Unausweichliche am Ende des Lebens zu einem unbeschwerten Kinderspiel wird, bei dem man als Leser von Herzen lachen kann, das aber zugleich ernste Einblicke bietet."[7]
- Jury des Deutschen Jugendliteraturpreises: "Heutzutage wird in der Kinderliteratur oft gestorben und noch öfter getrauert. In Ulf Nilssons neuestem Buch wird jedoch das Trauern professionalisiert. Zu erleben ist in diesem von Eva Eriksson mit zarten Tönen illustrierten Buch ein komisch-ernstes Spiel, bei dem drei kleine Protagonisten eine „Beerdigungen AG“ gründen, und zwar mit allem, was dazu gehört: mit Trauerkleidung, Trauerreim und Trauertränen. Mit Ernst und Sachverstand suchen die Kinder ihre unmittelbare Umgebung ab und Hummel, Maus, Hamster oder saurer Hering – sie alle finden ihre würdige letzte Ruhestätte. Nilsson führt mit leichter Hand durch dieses Spiel und zeigt, wie die Kinder erwachsene Verhaltensmuster imitieren und persiflieren. Ole Könnecke trifft mit seiner Übersetzung pointiert den verspielt-ernsten Ton des Textes."[8]

Die freche Krähe
- Jury des Deutschen Jugendliteraturpreises: "Zwei Kinder lassen sich in den Kampf mit einer Krähe ein, die ihnen „ihre“ Kirschen vom Baum wegfrisst. Erst als sie die Krähe endlich überwältigt haben, sind die Kinder bereit zu teilen und heilfroh, dass sie den Vogel nicht getötet haben. Bei aller Dramatik der Geschichten, die den Lesern Spaß machen wird, vermitteln Text und Illustration auch eine symbolische Aussage: Der Kirschbaum ist ein reicher Kosmos, der niemandem allein gehört, die Krähe ein Zeichen für fremdes, unverfügbares Leben, das es zu achten gilt."[9]

## Werke
| Erstausgabe | Titel                                                         | Text        | Illustration | Verlag (Ort)               | ISBN               | Übersetzung Erstausgabe | Übersetzung Titel                                          | Übersetzung Verlag (Ort) | Übersetzung ISBN   | Übersetzung aus dem Schwedischen | Kommentar                                                         |
| ----------- | ------------------------------------------------------------- | ----------- | ------------ | -------------------------- | ------------------ | ----------------------- | ---------------------------------------------------------- | ------------------------ | ------------------ | -------------------------------- | ----------------------------------------------------------------- |
| 1982        | Älskade lilla gris                                            | Ulf Nilsson | Eva Eriksson | Bonnier Junior (Stockholm) | ISBN 91-48-50651-6 | 1983                    | Liebes kleines Schweinchen                                 | Oetinger (Hamburg)       | ISBN 3-7891-5730-9 | Angelika Kutsch                  | Bilderbuch; deutsche Übersetzung nur noch antiquarisch erhältlich |
| 1985        | Den fräcka kråkan - En sann berättelse om Skånes värsta kråka | Ulf Nilsson | Eva Eriksson | Bonnier Junior (Stockholm) | ISBN 91-48-51176-5 | 1986                    | Die freche Krähe                                           | Oetinger (Hamburg)       | ISBN 3-7891-5732-5 | Angelika Kutsch                  | Bilderbuch; deutsche Übersetzung nur noch antiquarisch erhältlich |
| 1991        | Jenny - Historien om en mus som gav sig ut i världen          | Ulf Nilsson | Björn Berg   | Bonnier Junior (Stockholm) | ISBN 91-48-51928-6 | 1995                    | Jenny die Geschichte einer Maus, die in die Welt hinauszog | LeiV (Leipzig)           | ISBN 3-928885-38-3 | Erik Gloßmann                    | Bilderbuch; deutsche Übersetzung nur noch antiquarisch erhältlich |

### Bilderbücher
- Fünf fette Zirkusschweine. Mit Bildern von Eva Eriksson. Übersetzt von Angelika Kutsch. Oetinger Verlag, 1991, ISBN 3-7891-6901-3. (Originaltitel: Fem feta cirkusgrisar : United Pigs of America)
- Adieu, Herr Muffin. Mit Bildern von Anna-Clara Tidholm. Übersetzt von Ole Könnecke. Moritz Verlag, 2003, ISBN 3-89565-148-6 (Originaltitel: Adjö, Herr Muffin)
- Die besten Beerdigungen der Welt. Mit Bildern von Eva Eriksson. Übersetzt von Ole Könnecke. Moritz Verlag, 2006, ISBN 3-89565-174-5 (Originaltitel: Alla döda sma djur)
- Als Oma seltsam wurde. Mit Bildern von Eva Eriksson. Übersetzt von Ole Könnecke. Moritz Verlag, 2008, ISBN 978-3-89565-196-0 (Originaltitel: Farmors alla pengar)
- Als wir allein auf der Welt waren. Mit Bildern von Eva Eriksson. Übersetzt von Ole Könnecke. Moritz Verlag, 2009, ISBN 978-3-89565-212-7 (Originaltitel: När vi var ensamma i världen)
- Bagger Traktor Mauersegler: Fahrzeuge und Tiere in der Stadt. Mit Bildern von Sarah Sheppard. Übersetzt von Ole Könnecke. Moritz Verlag, 2011, ISBN 978-3-89565-237-0 (Originaltitel: Vi letar konstiga bilar)

### Kinder- und Jugendbücher
- Wenn ihr mich nicht hättet. Oetinger Verlag, 1986, ISBN 3-7891-1613-0 (Originaltitel: Om ni inte hade mig)
- Wenn ich doch nur fliegen könnte. Oetinger Verlag, 1988, ISBN 3-7891-1618-1 (Originaltitel: Om jag bara kunde flyga)
- Der stärkste Mann von Blekinge. Übersetzt von Birgitta Kicherer. Arena Verlag, 1988, ISBN 3-401-04267-X (Originaltitel: Det märkliga barnet)
- Der Fluch der Pyramiden. Übersetzt von Angelika Kutsch. Oetinger Verlag, 1991, ISBN 3-7891-4303-0.
- Als ich klein war, war ich groß und stark. Mit Bildern von Susann Opel-Götz. Übersetzt von Angelika Kutsch. Oetinger Verlag, 1992, ISBN 3-7891-4302-2.
- Mästaren och de fyra skrivarna. Mit Bildern von Anna Höglund. Natur & Kultur Verlag, 1994, ISBN 91-27-03977-3 (engl: The master and the four writers)
- Hier ist ein kleines Schwein: ein richtiger Roman. (Co-Autor: Fibben Hald). Übersetzt von Hinrich Schmidt-Henkel. Tabu-Verlag, 1995, ISBN 3-930777-60-6.
- Ein Kind, ein Lamm, ein Lied. Mit Bildern von Anna Höglund. Übersetzt von Birgitta Kicherer. Carlsen Verlag, 1998, ISBN 3-551-51484-4 (Originaltitel: Ett barn, ett lamm, ett s°ang)
- Popcorn & Ruffel: Alles über die Liebe. Mit Bildern von Lilian Brøgger. Übersetzt von Gabriele Haefs. Sauerländer Verlag, 2004, ISBN 3-7941-6017-7
- Herz Schmerz, illustriert von Lena Ellermann, übersetzt von Ole Könnecke. Moritz Verlag, Frankfurt am Main 2013, ISBN 978-3-89565-262-2
- Kommissar Gordon - Der erste Fall, illustriert von Gitte Spee, übersetzt von Ole Könnecke. Moritz Verlag, Frankfurt am Main 2014, ISBN 978-3-89565-288-2
- Kommissar Gordon - Der letzte Fall?, illustriert von Gitte Spee, übersetzt von Ole Könnecke. Moritz Verlag, Frankfurt am Main 2014, ISBN 978-3-89565-308-7
- Kommissar Gordon - Doch noch ein Fall, illustriert von Gitte Spee, übersetzt von Ole Könnecke. Moritz Verlag, Frankfurt am Main 2014, ISBN 978-3-89565-328-5
- Kommissar Gordon - Ein Fall für Buffy, illustriert von Gitte Spee, übersetzt von Ole Könnecke. Moritz Verlag, Frankfurt am Main 2014, ISBN 978-3-89565-348-3
- Kommissar Gordon - Die allerkleinste Polizistin,  illustriert von Gitte Spee, übersetzt von Ole Könnecke. Moritz Verlag, Frankfurt am Main 2020, ISBN 978-3-96346-033-3
- Kommissar Gordon - Der allerletzte Fall, illustriert von Gitte Spee, übersetzt von Ole Könnecke. Moritz Verlag, Frankfurt am Main 2022, ISBN 978-3-89565-434-3

### Reihen
Bilderbuch-Reihe 
- Kleine Schwester Kaninchen mit Bildern von Eva Eriksson. Oetinger Verlag, 1984, ISBN 3-7891-5731-7 (Originaltitel: Lilla syster Kanin)
- Kleine Schwester Kaninchen und alle ihre Freunde. Übersetzt von Angelika Kutsch. Oetinger Verlag, 1988, ISBN 3-7891-5733-3 (Originaltitel: Lilla syster Kanin och alla hennes vänner)
- Als kleine Schwester Kaninchen im großen Meer badete. Oetinger Verlag, 1988, ISBN 3-7891-5734-1 (Originaltitel: När lilla syster Kanin badade i det stora havet)
- Als kleine Schwester Kaninchen von einem Fuchs gejagt wurde. Oetinger Verlag, 1988, ISBN 3-7891-5735-X.
- Als kleine Schwester Kaninchen sich ganz und gar verlaufen hat. Oetinger Verlag, 1988, ISBN 3-7891-5736-8.

Mutiger Max
- Mutiger Max und wilde Tiere. Oetinger Verlag, 1990, ISBN 3-7891-1634-3.
- Mutiger Max wird Zauberlehrling. Oetinger Verlag, 1993, ISBN 3-7891-4306-5.

## Auszeichnungen
- 1983: BMF-Plakette für Lilla syster kanin
- 1984: Nils-Holgersson-Plakette für Lilla syster kanin
- 1985: Expressens Heffaklump für Om ni inte hade mej
- 1987: Nominierung für den Deutschen Jugendliteraturpreis in der Kategorie Bilderbuch für Die freche Krähe
- 1988: Mildred L. Batchelder Award für If You Didn't Have Me
- 1994: August-Preis für Mästaren och de fyra skrivarna
- 2002: BMF-Plakette für Adieu, Herr Muffin
- 2002: August-Preis für Adieu, Herr Muffin
- 2006: Institut für Jugendliteratur Die besten Beerdigungen der Welt als Buch des Monats November 2006
- 2006: Astrid-Lindgren-Preis
- 2007: Nominierung für den Deutschen Jugendliteraturpreis in der Kategorie Kinderbuch für Die besten Beerdigungen der Welt[10]
- 2007: LesePeter im April für Die besten Beerdigungen der Welt[11]
- 2012: Buch des Monats der Deutschen Akademie für Kinder- und Jugendliteratur in der Kategorie Bilderbuch im Dezember für Der beste Sänger der Welt
- 2013: Die besten 7 Bücher für junge Leser im März für Der beste Sänger der Welt
- 2015: Kinderbuchpreis des Landes Nordrhein-Westfalen (zusammen mit der niederländischen Illustratorin Gitte Spee) für Kommissar Gordon – Der erste Fall
- 2019: Salikon-Stipendium